# Jan Wüstenfeld
Jan Wüstenfeld, né le 26 juin 1975 à Hanovre, est un biathlète allemand. 

## Biographie
Participant de la Coupe du monde de 1997 à 2000, il a gagné une épreuve individuelle (sprint de Kontiolahti) en décembre 1997 lui permettant de se qualifier pour les Jeux olympiques de Nagano 1998, où il est 32e de l'individuel.
Il est le mari d'une autre biathlète allemande Katja Beer.

## Palmarès

### Jeux olympiques d'hiver
| Épreuve / Édition | Individuel | Sprint | Relais |
| ----------------- | ---------- | ------ | ------ |
| JO 1998 Nagano    | 32e        | —      | —      |

Légende :
- — : pas de participation à l'épreuve.

### Coupe du monde
- Meilleur classement général : 26e en 1998.
- 3 podiums individuels : 1 victoire et 2 troisièmes places.
- 2 podiums en relais.

#### Détail des victoires
| Édition / Épreuve | Sprint      | Poursuite | Individuel | Mass start | Total |
| 1997-1998         | Kontiolahti |           |            |            | 1     |
| Total             | 1           | 0         | 0          | 0          | 1     |

### Championnats d'Europe
- Médaille d'or du relais en 2000.